# Alfred Tomatis
Alfred A. Tomatis (Nice, 1 januari 1920 – Carcassonne, 25 december 2001) was een Franse kno-arts die de Tomatis-luistertherapie heeft ontwikkeld.
Hij heeft gedurende vijftig jaar het verband tussen horen, luisteren, de stem, lichaam en geest bestudeerd.